# Kanton Baccarat
Kanton Baccarat (fr. Canton de Baccarat) je francouzský kanton v departementu Meurthe-et-Moselle v regionu Grand Est. Tvoří ho 91 obcí. Před reformou kantonů 2014 ho tvořilo 20 obcí.

## Obce kantonu
od roku 2015:
| - Amenoncourt - Ancerviller - Angomont - Arracourt - Athienville - Autrepierre - Avricourt - Azerailles - Baccarat - Badonviller - Barbas - Bathelémont - Bénaménil - Bertrambois - Bertrichamps - Bezange-la-Grande - Bionville - Blâmont - Blémerey - Bréménil - Brouville - Bures - Buriville - Chazelles-sur-Albe - Chenevières - Cirey-sur-Vezouze - Coincourt - Deneuvre - Domèvre-sur-Vezouze - Domjevin - Emberménil | - Fenneviller - Flin - Fontenoy-la-Joûte - Fréménil - Frémonville - Gélacourt - Glonville - Gogney - Gondrexon - Hablainville - Halloville - Harbouey - Herbéviller - Igney - Juvrecourt - Lachapelle - Laneuveville-aux-Bois - Laronxe - Leintrey - Manonviller - Marainviller - Merviller - Mignéville - Montigny - Montreux - Mouacourt - Neufmaisons - Neuviller-lès-Badonviller - Nonhigny - Ogéviller | - Parroy - Parux - Petitmont - Pettonville - Pexonne - Pierre-Percée - Raon-lès-Leau - Réchicourt-la-Petite - Réclonville - Reherrey - Reillon - Remoncourt - Repaix - Saint-Clément - Saint-Martin - Saint-Maurice-aux-Forges - Saint-Sauveur - Sainte-Pôle - Tanconville - Thiaville-sur-Meurthe - Thiébauménil - Vacqueville - Val-et-Châtillon - Vaucourt - Vaxainville - Vého - Veney - Verdenal - Xousse - Xures |

před rokem 2015:
- Azerailles
- Baccarat
- Bertrichamps
- Brouville
- Deneuvre
- Flin
- Fontenoy-la-Joûte
- Gélacourt
- Glonville
- Hablainville
- Lachapelle
- Merviller
- Mignéville
- Montigny
- Pettonville
- Reherrey
- Thiaville-sur-Meurthe
- Vacqueville
- Vaxainville
- Veney